# Patriarchální vikariát kyperský
Patriarchální vikariát kaperský je územní část Latinského jeruzalémského patriarchátu, která spravuje katolické farnosti na území Kypru.

## Seznam farností kyperského vikariátu
- Larnaka - kostel Panny Marie Milostné
- Lemesos - kostel sv. Kateřiny
- Nikósie - kostel Sv. Kříže
- Pafos - kostel sv. Pavla u Pilíře
- Pafos - kostel sv. Mikuláše
- Pafos-Pissouri - kostel sv. Otců